# Las pirañas
Las pirañas o La boutique è un film del 1967 diretto da Luis García Berlanga.